# Jeannette Abouhamad
Jeannette Abouhamad Hobaica (Porlamar, Venezuela, 15 de enero de 1934-8 de mayo de 1983) fue una profesora y científica venezolana. Sus investigaciones estuvieron centradas en la venezolanidad.

## Trayectoria
En los años 1950, formó parte de la primera promoción de la Escuela de Sociología y Antropología de la Universidad Central de Venezuela. Posteriormente fue profesora en dicha escuela por más de 30 años, donde preparó a destacados alumnos, entre los cuales están Oscar Aguilera y Olga Gasparini.

## Algunas obras publicadas
- Los hombres de Venezuela: Sus necesidades, sus aspiraciones
- El psicoanálisis: Discurso fundamental en la teoría social y la epistemología del siglo XX
- El habitante venezolano
- Discusión sobre ideología
- Fundamentos teóricos para el estudio de las necesidades y de las aspiraciones humanas
- Amuay 64: Su gente, su vivienda
- Apuntes de métodos de investigación en Ciencias Sociales.